# 瓦納 (伊利諾伊州)
瓦納（英語：Varna）是位於美國伊利諾伊州馬歇爾縣的一個村落。

## 地理
瓦納的座標為40°42′12″N 89°13′29″W / 40.70333°N 89.22472°W，而該地最高點為海拔高度220米（即722英尺）。

## 人口
根據2010年美國人口普查的數據，瓦納的面積為0.77平方千米，當中陸地面積為0.77平方千米，而水域面積為0.00平方千米。當地共有人口384人，而人口密度為每平方千米498人。